# Pidstavkî, Lîpova Dolîna
Pidstavkî (în ucraineană Підставки) este localitatea de reședință a comunei Pidstavkî din raionul Lîpova Dolîna, regiunea Sumî, Ucraina.

## Demografie
Componența lingvistică a localității Pidstavkî
     Ucraineană (97,66%)
     Rusă (2,16%)
Conform recensământului din 2001, majoritatea populației localității Pidstavkî era vorbitoare de ucraineană (97,66%), existând în minoritate și vorbitori de rusă (2,16%).